# Maison de Paul Cézanne à Aix-en-Provence
La maison de Paul Cézanne à Aix-en-Provence est une maison de ville-atelier d'artiste du 23 rue Boulegon dans le centre historique d'Aix-en-Provence, dans les Bouches-du-Rhône en Provence-Alpes-Côte d'Azur, où Paul Cézanne vécut les 6 dernières années de sa vie, entre 1900 et 1906. 

## Histoire
Après le décès de sa mère en 1897 et la vente en 1899 de sa bastide du Jas de Bouffan familiale, Paul Cézanne (né à Aix-en-Provence en 1839) s'installe en 1900, à l'âge de 61 ans, dans cette maison du 23 rue Boulegon d'Aix-en-Provence, où il fait aménager son atelier d'artiste, éclairé par une vaste verrière, sous les toits du dernier étage. Son épouse Hortense et leur fils Paul Cézanne junior viennent alors passer leurs longs mois d'hiver, depuis Paris. 

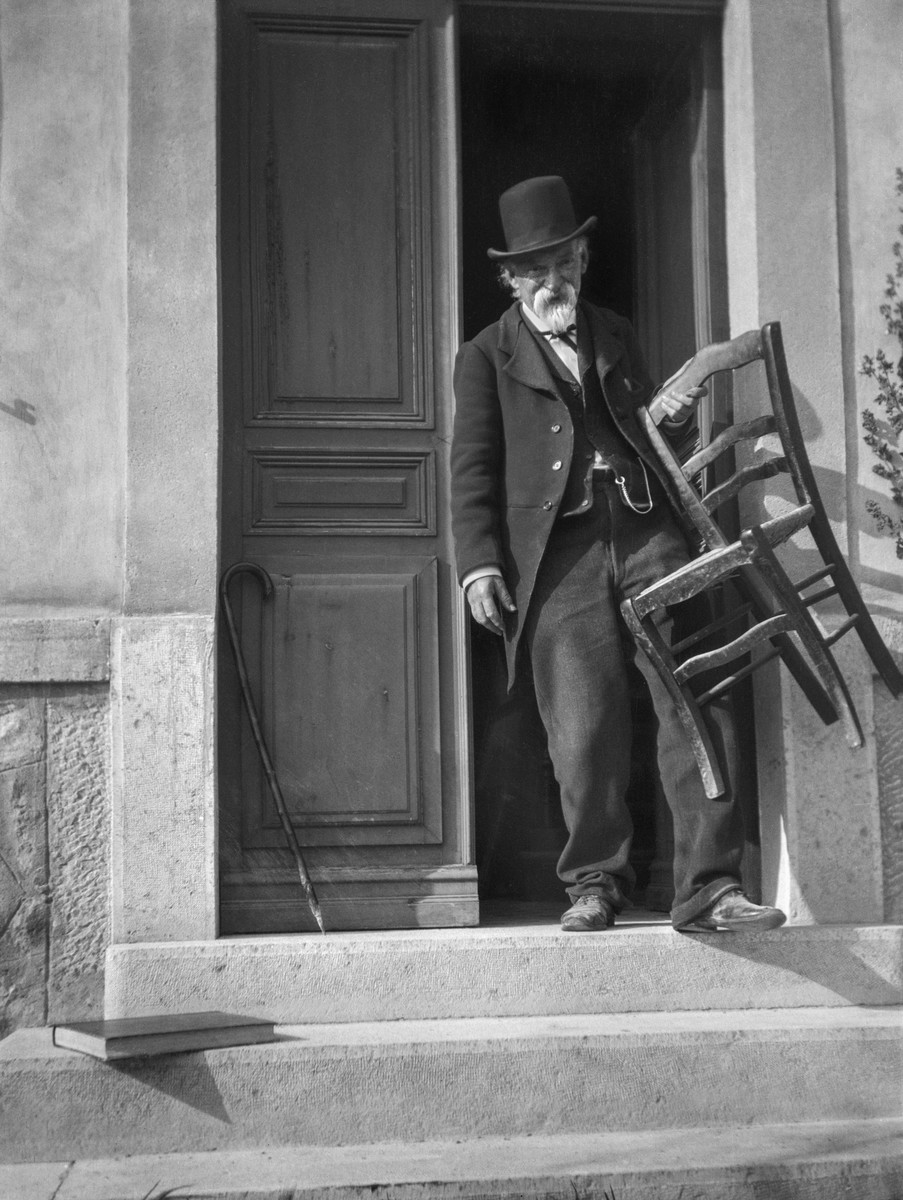
Cézanne en 1906.
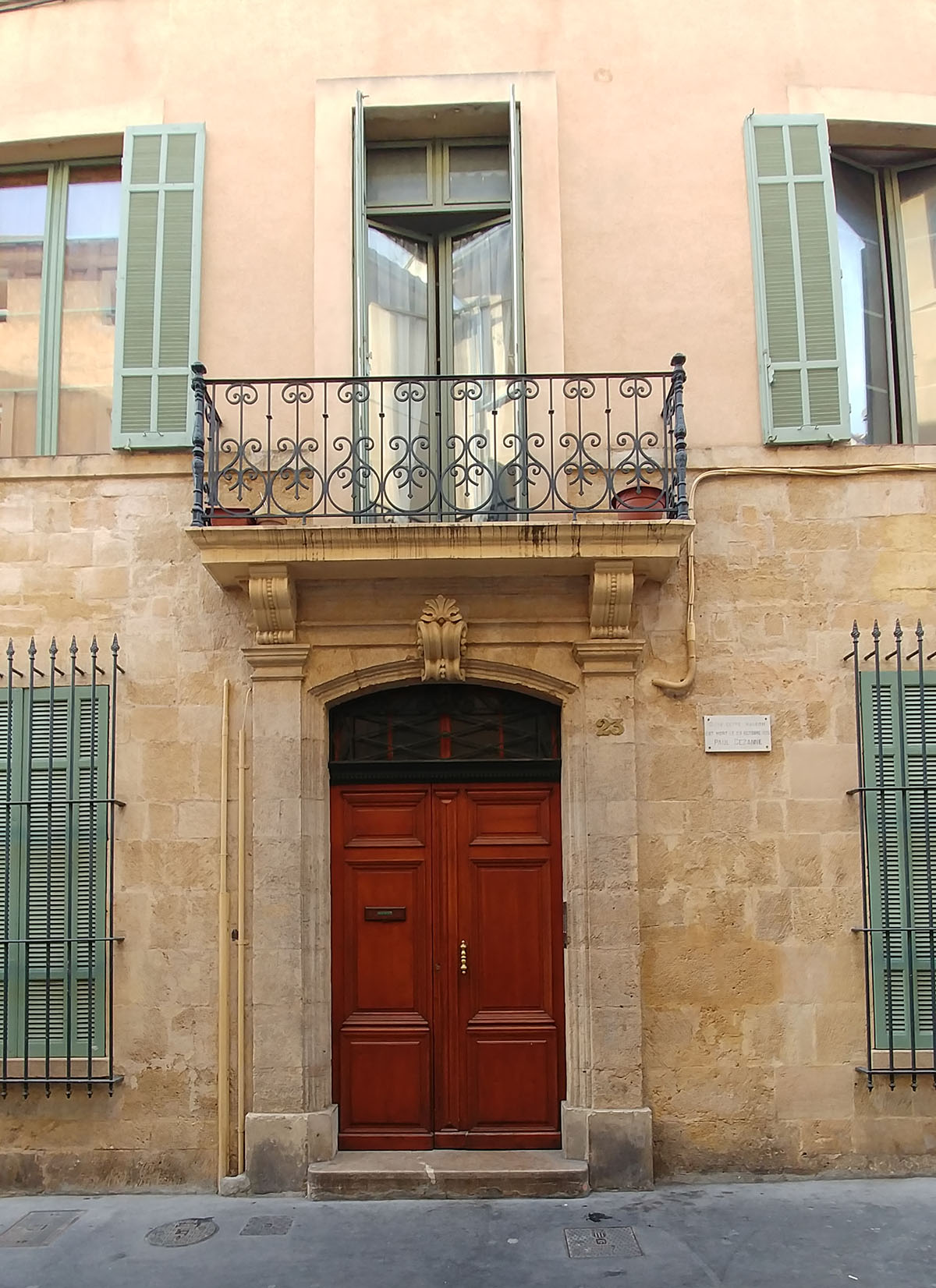
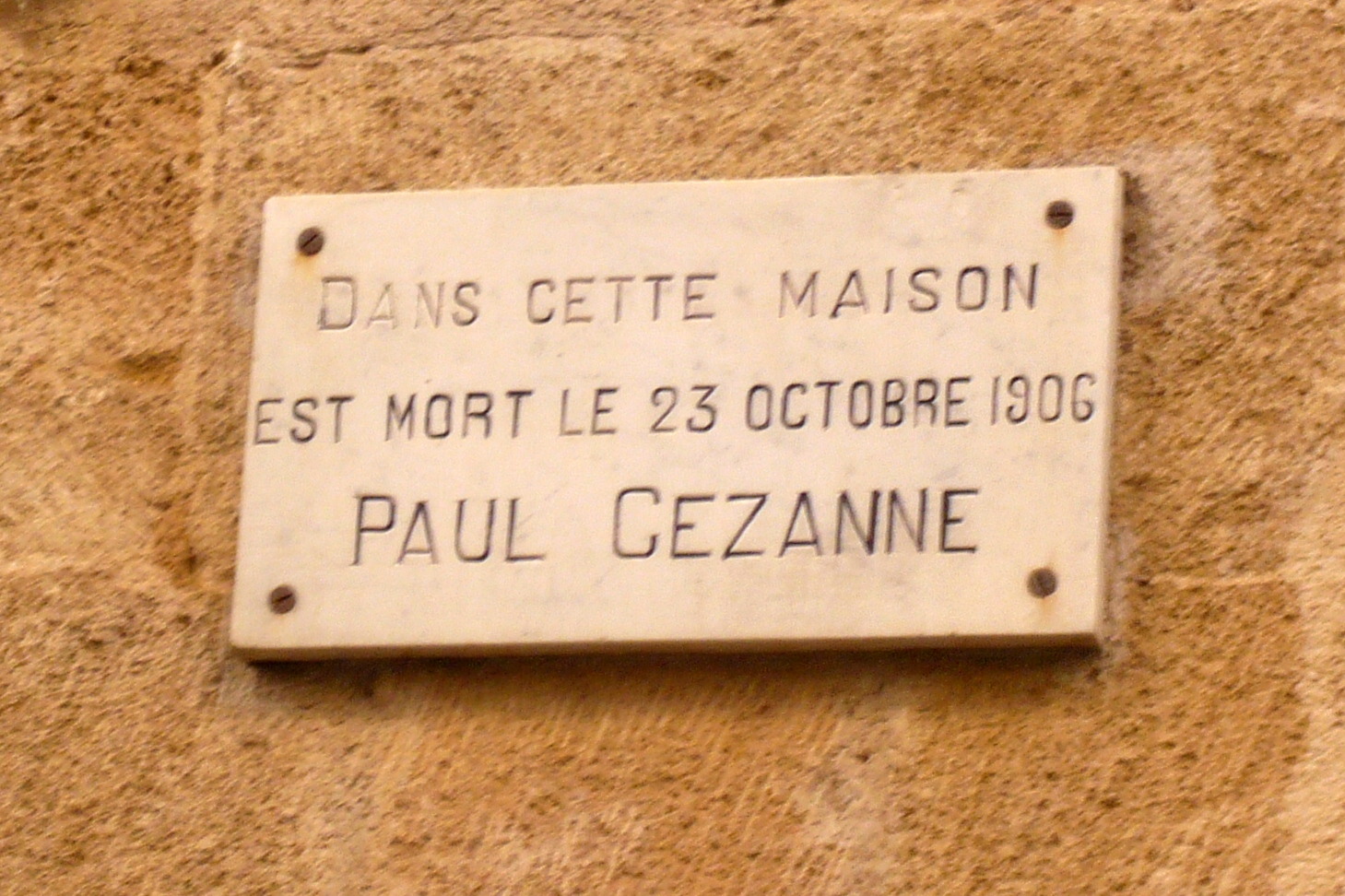

Après avoir tenté d'acquérir sans succès le Château Noir du Tholonet, sur la route Cézanne, il achète alors en 1901 un vaste terrain de 7 000 m2 sur la colline des Lauves du nord d'Aix, pour faire construire son atelier, d'où il se rend régulièrement à pied par l'actuelle route Cézanne, sur quelques-uns de ses lieux d'inspiration de peinture de prédilection pour peindre son importante œuvre, avant de disparaître dans cette maison en 1906,.

## Au cinéma
- 2016 : Cézanne et moi de Danièle Thompson (film sur l'amitié entre Paul Cézanne et Émile Zola, avec Guillaume Canet et Guillaume Gallienne[6]).